# Бабарики (Черниговская область)
Бабарики (укр. Бабарики) — село в Козелецком районе Черниговской области Украины. Население — 197 человек. Занимает площадь 0,93 км².
Код КОАТУУ: 7422086502. Почтовый индекс: 17061. Телефонный код: +380 4646.

## Власть
Орган местного самоуправления — Одинцовский сельский совет. Почтовый адрес: 17061, Черниговская обл., Козелецкий р-н, с. Одинцы, ул. Центральная, 19.